# Paracerceis cordata
Paracerceis cordata är en kräftdjursart som först beskrevs av Richardson 1899.  Paracerceis cordata ingår i släktet Paracerceis och familjen klotkräftor. Inga underarter finns listade i Catalogue of Life.